# 茨城県道14号筑西つくば線
茨城県道14号筑西つくば線（いばらきけんどう14ごう ちくせいつくばせん）は、茨城県筑西市からつくば市に至る県道（主要地方道）である。

## 概要
筑西市（旧下館市）中心部から、筑西市明野地区を経由し、筑波山の麓のつくば市北条地区までをほぼ直線的に結ぶ延長約23キロメートル (km) の路線である。

### 路線データ
- 起点：茨城県筑西市直井537番1地先（茨城県道7号石岡筑西線交点〈横島交差点〉）[1]
- 終点：茨城県つくば市北条5286-2番（国道125号交点〈内町下交差点〉）[注釈 1]
- 総延長：23.488 km[3]
- 重用延長：なし[3]
- 未供用延長：なし[3]
- 実延長：23.488 km[3]
- 自動車交通不能区間延長[注釈 2]：なし[3]

## 歴史
1919年に公布された旧道路法（大正8年法律第58号）の1920年（大正9年）4月1日施行を受けて、茨城県が施行当日に告示した県道を一次認定する112路線のうちの一路線である。1952年（昭和27年）12月1日に現・道路法（昭和27年6月10日法律第180号）が施行されたのに伴い、旧道路法が同日廃止されたのを受けて、後日、茨城県でも茨城県告示で旧道路法に基づく県道のほとんどが廃止されたが、本路線は廃止されず、旧道路法に基づく路線認定当時から今日まで存続する数少ない路線の一つとなった。路線認定当初は下館北條線（下館北条線）という路線名称であったが、のちに下館筑波線に変わり、つくば市の誕生により下館つくば線、さらに平成の大合併を経て現在の筑西つくば線に改称された。

### 年表
- 1920年（大正9年）4月1日：下館北條線（番号57）として路線認定される[4]。
- 1954年（昭和29年）1月20日：建設省（現・国土交通省）が主要地方道下館北条線を指定。
- 1969年（昭和36年）3月31日：下館北条線の道路区域が「下館市下中山主要地方道下館石岡線分岐から筑波郡筑波町大字北条佐原熊ケ谷線交点まで」と変更されて道路供用開始[5]。
- 1971年（昭和46年）10月4日
  - 筑波郡筑波町大字杉の木 - 大字北条の新道（1.02 km）開通に伴い、終点が北条市街地の国道125号旧道交点から現在の内町下交差点に移る[2]。
  - 真壁郡真壁町大字酒寄 - 筑波郡筑波町大字国松（筑波山入口）間の上大島地区の狭隘区間（最小幅員3.5 m）を線形改良したバイパス道路（2.68 km）を供用開始[2]。
- 1980年（昭和55年）1月24日：下館市大字直井地内の国道50号・横島交差点取付新道（約0.7 km）を部分供用開始[6]。
- 1982年（昭和57年）4月15日：下館市大字直井 - 大字下中山の水戸線跨線橋を含むバイパス道路（0.9 km）が開通[7]。
- 1993年（平成5年）
  - 4月1日：国道408号の一部に昇格する予定であった。詳細は後述。
  - 5月11日：建設省から、県道下館筑波線が下館つくば線として主要地方道に指定される[8]。
- 1995年（平成7年）
  - 3月30日：路線名と整理番号が、下館筑波線（整理番号22）から下館つくば線（整理番号14）に変更される[9]。
  - 9月28日：真壁郡真壁町酒寄 - つくば市大字上大島のバイパス道路（約0.6 km）を供用開始[10]。
- 1996年（平成8年）4月8日：下館市大字丙（国道50号） - 同市大字中山（下中山交差点）の旧道区間（1.084 km）が指定解除により県道石岡下館線に移管（一部、下館市道に移管）される[1]。
- 1997年（平成9年）12月11日：真壁郡明野町大字宮山 - 同町大字中根の明野バイパスの一部を新設する道路区域（2.13 km）が決定する[11]。
- 2001年（平成13年）7月5日：つくば市大字菅間 - 同市大字神郡までバイパス（1.9 km）を新設する道路区域が決定する[12]。
- 2005年（平成17年）4月1日：路線名称が、現在の筑西つくば線に変更される[13]。
- 2006年（平成18年）3月16日：筑西市大塚 - 同市中根までの明野バイパス新設区間の延伸区域（5.02 km）が決定する[14]。
- 2007年（平成19年）12月25日：筑西市松原 - 同市田宿まで明野バイパス区間の一部（約0.5 km）が開通する[15]。
- 2010年（平成22年）
  - 3月30日
    - 筑西市大字松原地内の明野バイパスの一部（約0.5 km）が開通する[16]。
    - 筑西市大字松原のバイパス（約1.1 km）が部分開通[17]。

  - 11月1日：つくば市中菅間 - 同市池田の県道筑西つくば線バイパス（約0.8 km）が開通する）[18][19]。
- 2013年（平成25年）4月26日：筑西市田宿 - 同市宮山（一般県道下妻真壁線）まで明野バイパスの一部（約0.6 km）が開通する[20]。
- 2016年（平成28年）
  - 1月14日：筑西市東榎生 - 同市上川中子間の小貝川に架ける筑西大橋を、県道筑西つくば線の道路区域に指定[21]。
  - 3月29日：筑西市東榎生 - 同市上川中子間の小貝川に架かる筑西大橋（筑西幹線道路）を供用開始[22]。
- 2018年（平成30年）3月28日：筑西市宮山（県道131号交差） - 同市中根（県道14号現道接続）の一部バイパスを供用開始[23]。
- 2019年（令和元年）11月27日：筑西市蕨字（現道分岐） - 同市徳持（現道分岐）の一部バイパスを供用開始[24]。
- 2025年（令和7年）3月27日：養蚕橋の新橋への架け替えを含む筑西市蕨 - 徳持 (0.6 km) が開通[25]。

## 路線状況
交通量はさほど多くはないが、道幅が比較的狭く信号も多いため平均速度はあまり上がらない。
特に筑西市村田地区や海老ケ島地区は、大型車等の交通に不十分な道幅が狭い箇所や歩道が確保されていない箇所があり、交差点では朝夕を中心に慢性的な交通混雑が生じているため、明野バイパスが計画され整備事業を進めている。
道路法の規定に基づき、以下の区間は緊急輸送道路として機能を維持するため、災害発生時の被害拡大防止を目的に道路用地内に新たに電柱を建てることが制限されている。
- 筑西市横島（横島交差点） - つくば市国松（一般県道沼田下妻線交差）[26]
- 筑西市東榎生字東榎生 - 筑西市上川中子字高田[27]
- つくば市中菅間（県道沼田下妻線交差） - つくば市池田（国道125号交差）[27]

以下の区間は、車両制限令の規定に基づき、通行する車両の最大重量限度25トンの道路に指定されている。
- つくば市大字上大島 - 同市大字北条（2000年4月1日指定）[28]
- 下館市直井 - 同市下中山（2001年3月1日指定）[29]

また以下の区間は、車両制限令の規定に基づき、通行する車両の高さの最高限度4.1 mの道路に指定されている。
- 真壁郡明野町大字松原 - つくば市北条（2004年3月22日指定）[30]

### バイパス
- 明野バイパス（筑西市村田  - 中根）
茨城県筑西市（旧明野地区）の市街地通る現道を迂回する計画整備中の延長7.0 kmのバイパス道路。完成すれば、幅員27 m/車道部6.5 m（暫定2車線）となる。筑西市村田地区や海老ケ島地区の現道の渋滞の緩和と安全確保を目的に、平成7年度よりバイパス事業が進められている[31]。2013年（平成25年）5月までに、主要地方道つくば真岡線（県道45号） - 一般県道下妻真壁線（県道131号）まで、その南から筑西市中根（現道交点）までが2017年（平成29年）3月に整備完了したことにより、約3.9 km区間が暫定2車線にて開通済みである[31]。
- 県道筑西つくば線バイパス（つくば市中菅間）
茨城県つくば市中菅間地内の延長0.8 kmのバイパス。現道とは桜川を挟んで西側位置に並行して南北に延びる。南端側は国道125号つくばバイパスと延長接続し、北端側は県道沼田下妻線に接続する。筑波参道入口交差点から内町下交差点にかけての渋滞緩和を目的に、平成8年度に事業化された。2010年（平成22年）11月1日に供用開始された（このとき国道125号つくばバイパスの一部と同時開通している）[32]。

### 重複区間
- 茨城県道505号桜川土浦潮来自転車道線（つくば市上大島）

### 道路施設
- 養蚕橋（小貝川、筑西市蕨 - 徳持）
- 西橋（大川、筑西市松原）
- 桜橋（桜川、つくば市 - 桜川市境）
- 男女川橋（逆川、つくば市筑波）

## 地理
つくば市内の区間は自転車道「つくばりんりんロード」（旧・筑波鉄道筑波線廃線跡）と並行している。つくば市上大島地内において、一部の線路跡地を道路用地に転用した部分があり、それに伴う線形改良のため上大島交差点付近では本路線の旧道跡（現在は廃道）部分が併走する。
これは、当道が現在は上大島交差点で筑西市方面から右折するのに対し、旧道は直進し、筑波線上大島駅脇を踏み切りで渡り（現在の上大島交差点付近はかつての鉄道駅構内だった）上大島の集落内を通過して行く道筋を、1971年（昭和46年）に上大島をバイパス化した際、上大島交差点手前（当時は前述のように駅があった）からつくば市内方面へ向かって緩やかに右カーブさせて上大島集落手前の水田地帯で迂回して現道に接続するルートとした。その後、筑波線は廃線となり、その線路跡地再利用として真壁町酒寄地内で茨城県道41号つくば益子線をバイパス化、旧・上大島駅跡に交差点ができた。この頃は県道つくば益子線から来た車は、ここから右カーブのほうへ迂回していた。その後、県道つくば益子線が上大島交差点からさらに廃線跡を使いバイパス南下し、茨城県道132号赤浜上大島線との交差点の先で、前述の14号バイパスと接続。前述のとおり、当道は上大島交差点で筑西市方面から右折するルートとなったため、14号バイパスのうち上大島交差点前後の約600mが廃道化された。

### 通過する自治体
- つくば市
- 桜川市
- 筑西市

### 交差する道路

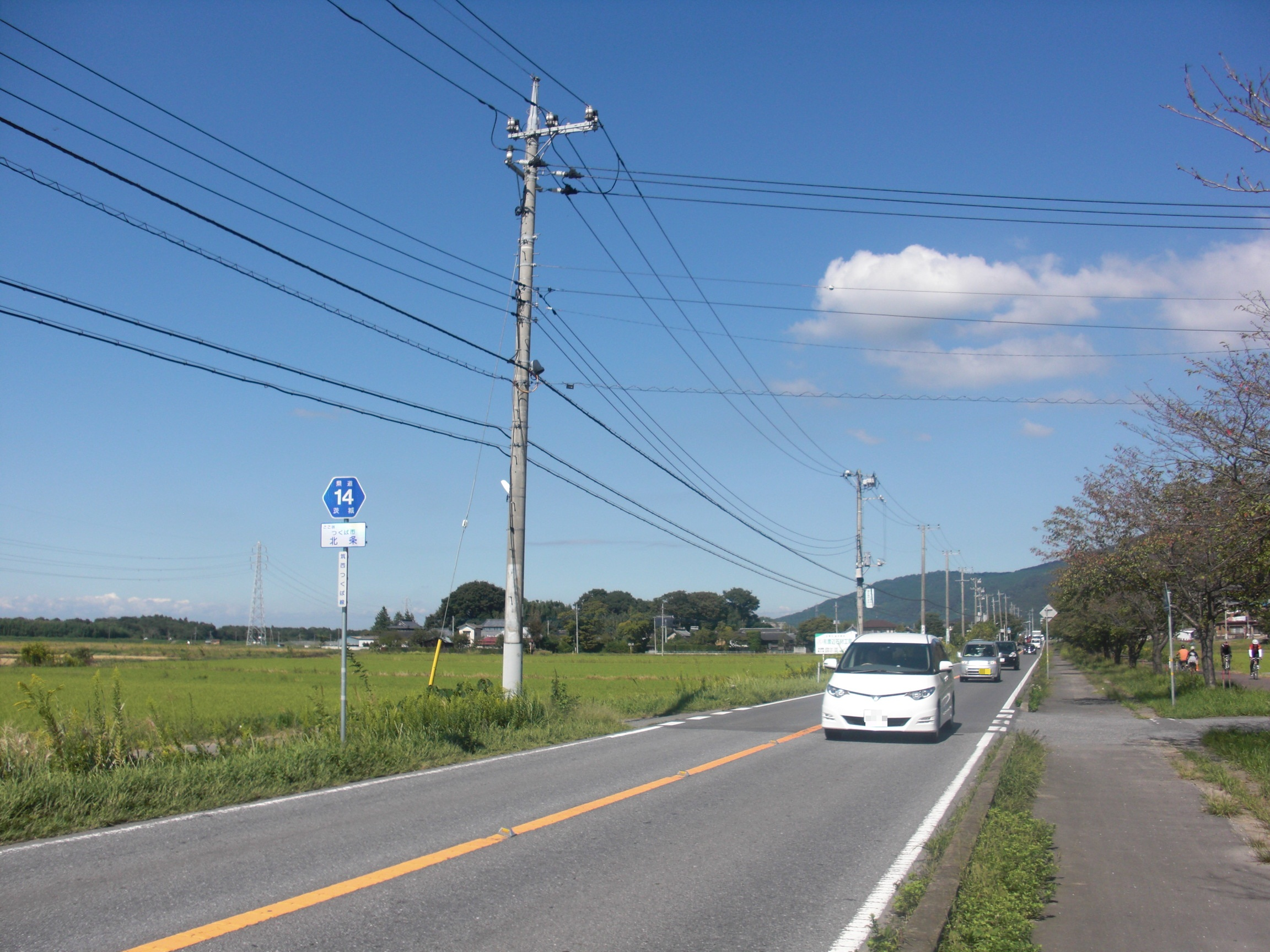
沿線風景（つくば市北条）

- 茨城県道7号石岡筑西線・茨城県道207号高田筑西線（起点）筑西市下中山
- 茨城県道7号石岡筑西線（筑西市下中山）
- 茨城県道45号つくば真岡線（筑西市松原・松原交差点）
- 茨城県道54号明野間々田線（茨城県道131号下妻真壁線重複）（筑西市海老ケ島）
- 茨城県道41号つくば益子線（つくば市上大島）
- 茨城県道132号赤浜上大島線（つくば市上大島）
- 茨城県道505号桜川土浦潮来自転車道線（つくば市上大島）
- 茨城県道214号沼田下妻線・茨城県道42号笠間つくば線（つくば市国松、国松北交差点）
- 国道125号・茨城県道138号石岡つくば線（終点）

## 幻の国道
この道は本来1993年（平成5年）に国道408号の一部に組み込まれる形で国道昇格する予定となっていた。しかし当時建設大臣の地位にあった中村喜四郎が明野町（現・筑西市）の町長と対立し、同町を通過するこの路線を国道に組み込むことを妨害したため、以後も県道に留め置かれることとなった。このため国道408号は見かけ上つくば市北部（国道125号田中交差点）でいったん途切れ、栃木県真岡市で再び姿を現すという不自然な状態が続いている。